# N-test probléma
Az n-test probléma elvileg n darab gravitációsan kölcsönhatásban lévő test mozgásának vizsgálata. A gyakorlatban égitestek mozgásának megértése volt a cél, mint például a Nap, bolygók és látható csillagok mozgásai.
Először Isaac Newton foglalkozott az n-test problémával. Mivel a gravitáció felelős a bolygók és csillagok mozgásáért, Newton ezt a kölcsönhatást differenciálegyenletekben fejezte ki, a Principia (Philosophiae Naturalis Principia Mathematica) nevű művében. Newton igazolta, hogy gömbszimmetrikus testek úgy modellezhetők, hogy pontszerű tömegnek tekintjük őket.
A 2-test problémát teljesen megoldották. N = 3 esetre létezik megoldás speciális esetekre. Általános megoldás első integrállal nem lehetséges a mai tudásunk szerint. (Első integrál olyan függvény, mely a hely- és sebességkoordináták között teremt kapcsolatot). Egy egzakt elméleti megoldás adható tetszőleges n-re Taylor-sorokkal, de a gyakorlatban ezeket a végtelen sorokat le kell csonkítani a közelítő megoldáshoz. Több numerikus integráláson alapuló megoldás is létezik, de ezek mind közelítő megoldások.

## Azn-test probléma matematikai kifejezése
Az égi mechanikában, az általános n-test probléma egy kezdetiérték-probléma a közönséges differenciálegyenlet megoldásainak körében.
Legyenek az összes kölcsönösen egymástól különböző j és k-ra a kezdeti értékek: {\displaystyle \mathbf {q} _{j}(0)} a pozícióra, {\displaystyle {\dot {\mathbf {q} }}_{j}(0)} a sebességre, n részecskére (j = 1,...,n), {\displaystyle \mathbf {q} _{j}(0)\neq \mathbf {q} _{k}(0)} mellett, akkor a másodrendű rendszer megoldása:
ahol {\displaystyle m_{1},m_{2},\ldots ,m_{n}} állandók reprezentálják az n pontszerű tömegeket, {\displaystyle \mathbf {q} _{1},\mathbf {q} _{2},\ldots ,\mathbf {q} _{n}} a t időváltozó 3 dimenziós vektorfüggvényei, és G a gravitációs állandó.
Ez az egyenlet Newton második mozgástörvénye, ahol az egyenlet bal oldala a részecskék tömeggyorsulása, a jobb oldal pedig a részecskékre ható erők szummája. Itt az erőkön gravitációs erőt kell érteni, melyek arányosak a tömeggel, és a tömegek közötti távolság négyzetével fordítva arányosak.
n = 2 esetre a problémát teljesen megoldja a Johann Bernoulli-féle megoldás.

## Általános megjegyzések a problémához
A fizikai irodalomban olvasható, hogy az n-test probléma megoldása lehetetlen. Ezt a kijelentést óvatosan kell kezelni, mert ez csak az első integrálos módszerre vonatkozik.
Az n-test probléma 6{\displaystyle n} változót tartalmaz, mivel minden részecskét három térbeli változó és három momentumváltozó jellemez.
Az első integrálok (közönséges differenciálegyenletekre) olyan függvények, melyek állandók maradónak egy adott rendszer megoldás folyamán; az állandó a megoldástól függ. Más szóval az integrálok kapcsolatot teremtenek a rendszer változói között úgy, hogy minden skalárintegrál lehetővé teszi a rendszer dimenzióinak csökkentését egy egységgel. Ez csak akkor működik, ha az integrál algebrai függvény, és nem egy komplikált függvény a változók tekintetében. Ha az integrál transzcendens (transzcendens szám), akkor a csökkentés nem lehetséges.
Az n-test problémának 10 független algebrai integrálja van:
- 3, a tömegközpontra
- 3, lineáris momentumra
- 3, az impulzusmomentumra
- 1, az energiára

Ezek lehetővé teszik a változók számának csökkentését 6-ra.

## Numerikus integrálás
Numerikus integrálás módszerével többféle megoldás létezik a pontosság és a sebesség függvényében.
A legegyszerűbb integrátor, az Euler-módszer, az elsőrendű megoldás. Másodrendű módszer a békaugrás-integrálás, de van magasabb rendű megoldás is, mint a Runge–Kutta-módszer. A szimplektikus integrátor módszert is gyakran alkalmazzák.

## Sundman megoldása a 3-test problémára
Karl Frithiof Sundman (1873–1949), finn matematikus.

## Azn-test probléma általános megoldása
Karl Frithiof Sundman 3-test probléma megoldását lehet általánosítani, de figyelembe kell venni két akadályt:
1. Carl Ludwig Siegel (1896–1981) német matematikus kimutatta, hogy analitikusan nem lehet megoldani a 2-test esetnél az ütközéseket, ezért Sundman megoldását nem lehet általánosítani.
2. A szingularitások szerkezete igen komplikált.

Végül Sundman eredményére alapozva Qiudong Wang kínai-amerikai matematikus 1991-ben megoldotta a problémát, és általánosította Sundman 1912-es állítását. Mivel a szingularitások szerkezete nagyon komplikált, Wang teljesen elhagyta a szingularitások kérdését. Ennek a megközelítésnek a központja a transzformáció, mely egy új rendszerhez vezet, ahol az új rendszer tartománya {\displaystyle [0,\infty )}.

## Azn-test probléma szingularitásai
Kétféle szingularitás lehetséges:
- Kettő vagy több test ütközése, ahol a testek pozíciói végtelenek maradnak. (Matematikai értelemben az ütközés itt azt jelenti, hogy két testnek azonos a pozíciója a térben.)
- Szingularitás, ahol ütközés nem fordulhat elő, de a testek pozíciói nem maradnak végtelenek. Ebben a szcenárióban a testek divergálnak a végtelen felé véges idő alatt, míg azonos időben a zéró elkülönüléshez tendálnak (képzetes ütközés a végtelenben történik).

Ez utóbbit „ütközésmentes szingularitásnak” hívják. Ezek létezést a Painlevé-féle sejtés említi.

## Fordítás
- Ez a szócikk részben vagy egészben  a   N-body problem című angol Wikipédia-szócikk fordításán alapul.  Az eredeti cikk szerkesztőit annak laptörténete sorolja fel. Ez a jelzés csupán a megfogalmazás eredetét és a szerzői jogokat jelzi, nem szolgál a cikkben szereplő információk forrásmegjelöléseként.